# スーパーネプチューン
スーパーネプチューン(Super-Neptune)は、海王星よりも質量の大きな惑星である。これらの惑星は、通常地球質量の5-7倍程度で、最大20-80倍である。これを超えると通常は木星型惑星と呼ばれる。この質量範囲の惑星はサブサターン(sub-Saturn)と呼ばれることもある。
この種の惑星の発見例は、比較的少ない。海王星程度から木星程度までの質量の惑星が少ないのは、地球質量の20倍以上に達した原始惑星で起こる「降着の暴走」のためであると考えられている。この閾値を超えると、質量に伴って重力が増大し、降着円盤内の物質量も増加するため、木星と同等またはそれ以上の質量の惑星に成長してしまう。
スーパーネプチューンの既知の例としては、ケプラー101b、HAT-P-11b、K2-33b等がある。

## 質量と半径の関係
モデル化及び発見された太陽系外惑星の分析による質量と半径の関係から、海王星程度の大きさから木星程度の大きさへの遷移境界について、太陽系内の惑星の観測から経験的に定義されていたよりもはるかに高い上限質量が与えられた。例えば、Chen & Kipping (2017)は、この遷移点の値を約130地球質量としている。この質量-半径関係の研究により、土星はこの上限内の遷移点に近い位置にあることが分かった。